# Lobocheilos rhabdoura
Lobocheilos rhabdoura är en fiskart som först beskrevs av Fowler, 1934.  Lobocheilos rhabdoura ingår i släktet Lobocheilos och familjen karpfiskar. IUCN kategoriserar arten globalt som livskraftig. Inga underarter finns listade i Catalogue of Life.